# Eloy Terena
Luiz Henrique Eloy (Aquidauana, 2 de fevereiro de 1988) é o nome popular de Luiz Henrique Eloy Amado. Ele é advogado de direitos humanos e é membro dos povos indígenas Terenas em Mato Grosso do Sul, trabalhando em particular com a de defesa dos direitos dos povos indígenas no Brasil. Luiz diz que seu trabalho é importante porque faz parte de uma geração de jovens indígenas que nas últimas décadas tiveram acesso ao ensino superior. Assim, ele é um daqueles que deixaram a comunidade e foram para a universidade estudar.

## Biografia

### Infância e juventude
Luiz nasceu na Aldeia Ipegue, em Aquidauana, Mato Grosso do Sul, em 02 de fevereiro de 1988. Na sua infância, ainda na aldeia, aprendeu valores como o respeito às pessoas e ao meio ambiente. Reverenciar seus ancestrais é um aspecto muito importante para ele.

### Família
Sua mãe casou-se com seu pai em 1980 e se divorciaram em 1991, quando Luis Henrique Eloy tinha apenas três anos de idade. Desde então, sua mãe acabou criando a ele e às suas três irmãs – Val Eloy, Simone Eloy e Glaucinéia Eloy – sozinha, contando apenas com a ajuda de seus avós maternos. Sua mãe decidiu o levar para cidade no intuito de garantir a continuidade de seus estudos. Ele diz que quem mais influenciou na sua vida foi sua mãe.

### Educação
Doutor em Antropologia Social pelo Museu Nacional (UFRJ). Doutor em Ciências Jurídicas e Sociais pela Faculdade de Direito (UFF). Pós-Doutor pela École des Hautes Études en Sciences Sociales (EHESS), Paris. Bacharel em Direito pela Universidade Católica Dom Bosco.
Realizou estágio de pesquisa na Brandon University, com foco em conflitos territoriais indígenas, por meio do Emerging Leaders in the Americas Program (ELAP), do governo do Canadá. Ele fala quatro idiomas: português, espanhol, francês, e inglês.

## Trabalhos
A maioria do trabalho de Luis Henrique Eloy concentra-se na demarcação de terras indígenas e posse indígena. Seu objetivo é demarcar as terras para os indígenas ganharam a posse de terra especialmente no Mato Grosso do Sul. Sua atuação tem sido assídua junto aos povos indígenas de Mato Grosso do Sul, notadamente com os povos Terenas, Kaiowá (sub-etnia guarani), Guaranis, Kadiwéu e Kinikinau. Nesses primeiros anos de advocacia atuou na defesa de várias comunidades indígenas de Mato Grosso do Sul e das organizações tradicionais: Conselho Aty Guasu Guarani Kaiowá e o Conselho do Povo Terena. Na área criminal, atuou na defesa de lideranças indígenas que foram criminalizadas por conta da luta pela terra, bem como assistente de acusação nas ações criminais que têm como vítimas lideranças indígenas que foram mortas por conta da luta pela terra. Finalmente, Luis Henrique Eloy também criou oficinas destinadas às pessoas indígenas para ajudá-los a saber o que têm que fazer com os processos do governo. Ele já fez oficinas nesses lugares: Aldeia Imbirussú, Aldeia Ipegue, Aldeia Água Branca, Aldeia Cachoeirinha, Aldeia Buriti, Comunidade Kurusu Amba, Comunidade Ita’y, Comunidade Guayviry, Aldeia Buriti e Aldeia Bananal.

Eloy Terena tem sido um dos importantes articuladores na defesa dos povos indígenas durante o período da pandemia, tendo em vista o aumento nos casos de violência enfrentados por indígenas nesse período: de invasões ao descaso do Governo Federal. Em agosto de 2020, Eloy foi responsável pela Arguição de Descumprimento de Preceito Constitucional (ADPF) que garantiu a decisão favorável em que “o Supremo Tribunal Federal (STF), por unanimidade, decidiu obrigar o governo Jair Bolsonaro a adotar medidas de proteção dos povos indígenas contra a covid-19, que ameaça aldeias desde o início da pandemia do novo coronavírus”.¹ Eloy também denunciou “a política de extermínio indígena” promovida pelo governo brasileiro ao Conselho de Direitos Humanos da ONU.

## Caso Legais Famosos
Ele atua na defesa de lideranças indígenas que são criminalizadas por conta da luta pela terra. Dois casos em que ele trabalhou:
- Caso Ita’y (2010): cinco líderes estão em processo legal porque também estão sendo  acusados de homicídio, de uma pessoa que entrou na comunidade sem permissão e foi violento.
- Caso Passo Piraju (2006): sete líderes estão sendo processados com uma acusação de homicídio de dois policiais.

Mas também atua como assistente de acusação nas ações criminais que tem como vítima lideranças indígenas que foram mortas por conta da luta pela terra. Listados aqui são os casos em que Luiz trabalhou:
- Caso Dorival Benites (2005): Dorival Benites foi baleado na fronteira entre do Brasil e Paraguai. Ele era parte de um grupo de índios guaranis que tentaram recuperar suas terras por muitos anos.
- Caso Dorvalino Rocha (2009): o líder do Guarani Kaiowá, Dorvalino Rocha, foi baleado na entrada de uma fazenda no território disputado na véspera de Natal
- Caso Xurite Lopes (2007): Fazendeiros dispararam vários tiros de arma de fogo contra os indígenas e diversos indígenas foram espancados, resultando em lesões corporais. A indígena Xurite Lopes foi assassinada com um tiro calibre 12 à queima-roupa.
- Caso Rolindo Vera (2009): As autoridades brasileiras e paraguaias tentaram encontrar Rolindo Vera, um professor indígena, que desapareceu depois de um despejo violento na fronteira das duas nações.
- Caso Genivaldo Vera (2009): Genivaldo é o primo de Rolindo e foi sequestrado pelas mesmas pessoas que sequestraram Rolindo, exceto que o cadáver de Genivaldo foi encontrado em um rio próximo.
- Caso Nísio Gomes (2011): Nísio foi assassinado por um grupo de 40 homens armados mascarados que irromperam no acampamento que ele estava em sua terra ancestral, Guarani Kaiowa. [3]

## Controvérsias
- Duas vezes a Comissão de Assuntos Agrários e Agronegócio da Ordem dos Advogados do Brasil de Mato Grosso do Sul (OAB-MS) começou o processo de cassar o registro do Luiz Henrique Eloy, que foi classificado como "impertinente" pela OAB nacional [4]. Para combater o processo, houve comoção pública e emissão de cartas de apoio a Eloy.[5]